# ヨハン・サルモン・ヴァール
ヨハン・サルモン・ヴァール（Johann Salomon Wahl または Johann Salomon du Wahl、1689年 - 1765年12月5日）はドイツ生まれの肖像画家である。18世紀半ばのデンマークの王室の人々の肖像画を多く残した。

## 略歴
ザクセン選帝侯領のケムニッツに生まれた。1705年から1711年の間、ライプツィヒでザクセン選帝侯の王室画家のホイア(David Høyer)のもとで学び、1719年に宮廷画家となった。1730年にデンマーク王室の宮廷画家に招かれ、1737年に3代にわたってデンマーク王室に仕えた画家のグロートシリング（Bendix Grodtschilling）が没すると、美術収蔵庫の監督(Kongelig kunstkammerforvalter)に任じられた。フレデリク4世の治世の終わりから、クリスチャン6世の治世を通じて、最も優れた肖像画家として重用された。
弟子にロシアの宮廷で多くの肖像画を描いたウィギリウス・エリクセンがいる。

## 作品

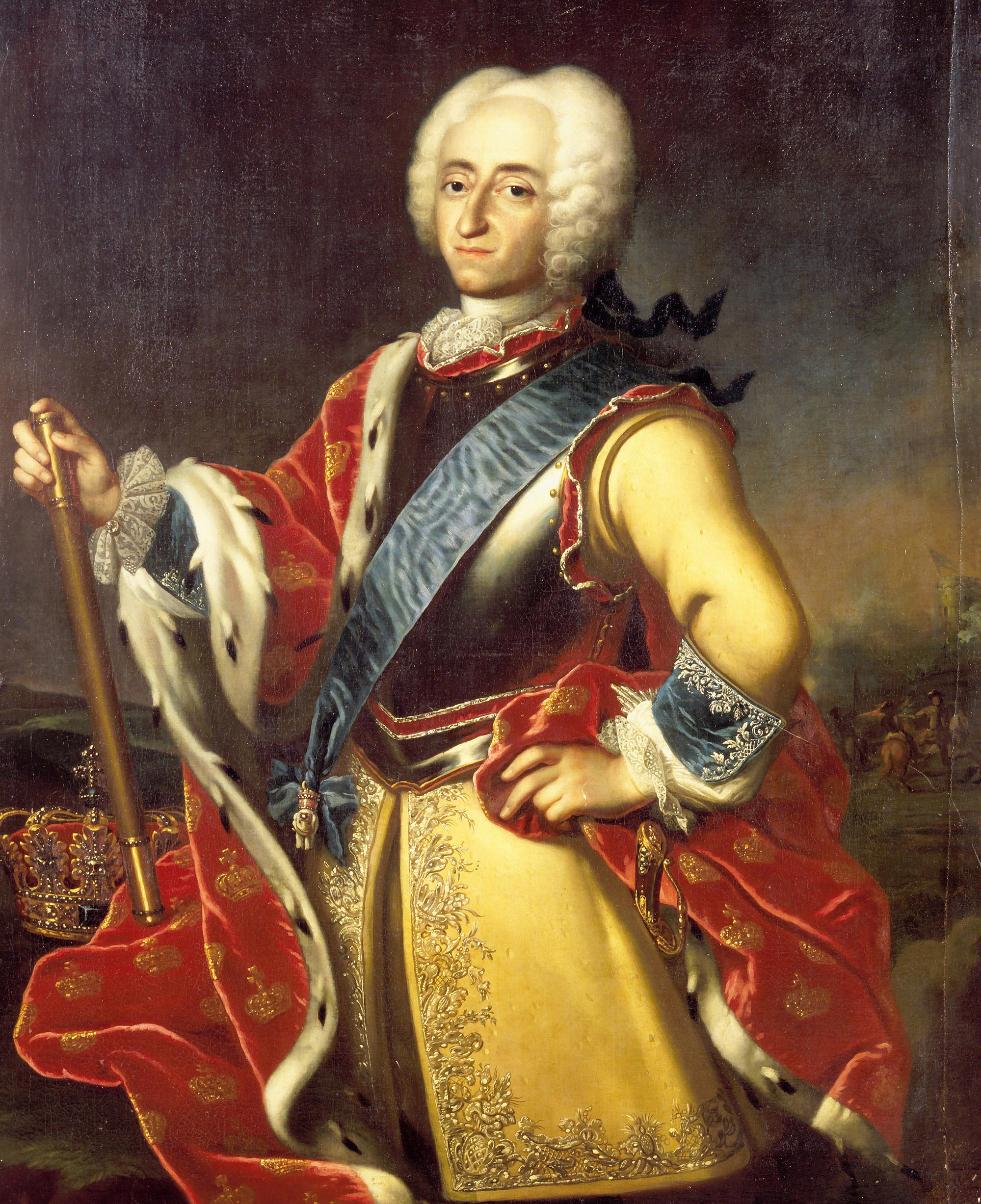
フレデリク4世
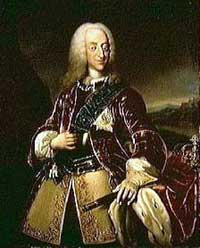
クリスチャン6世
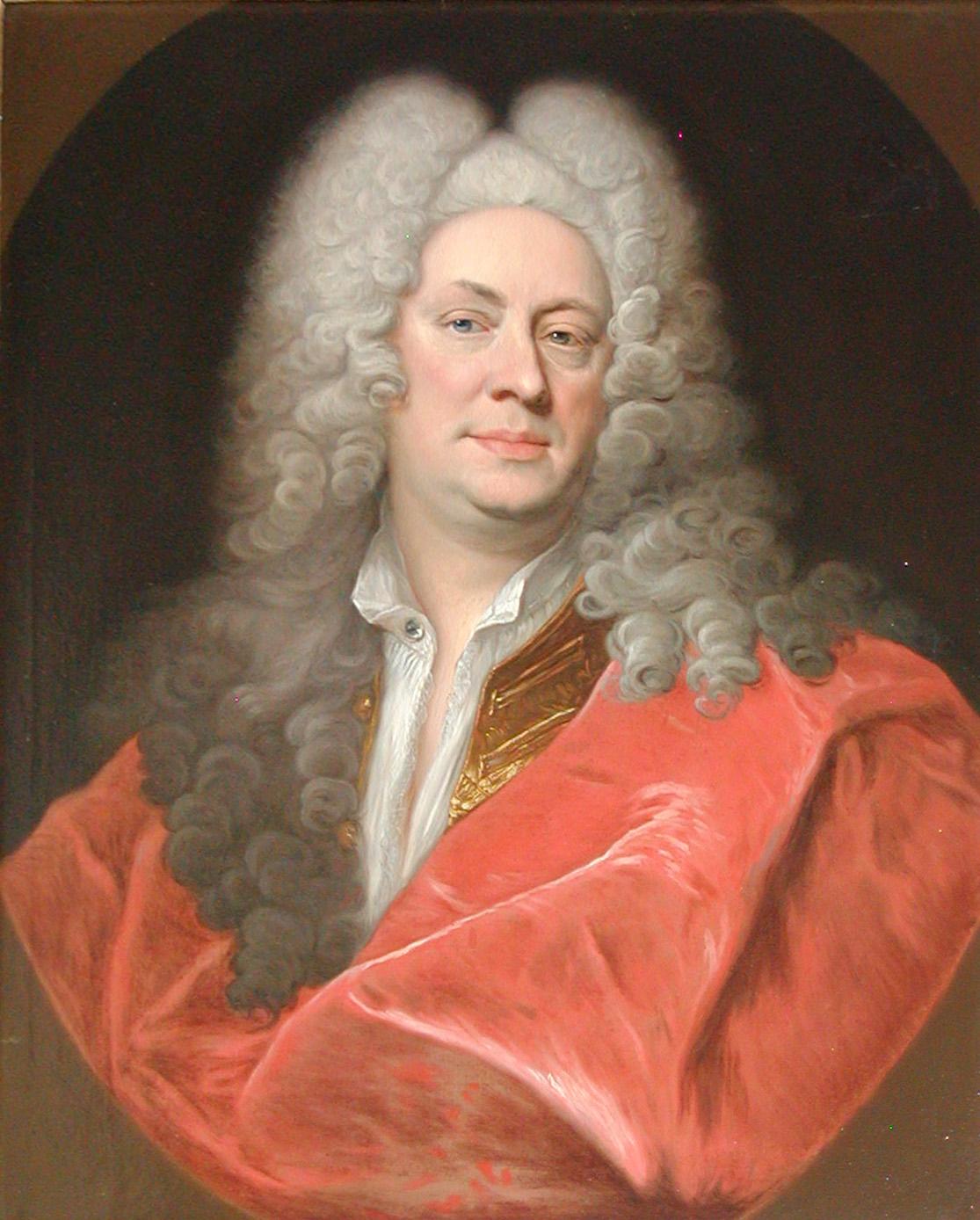
Henrik Krock(画家)
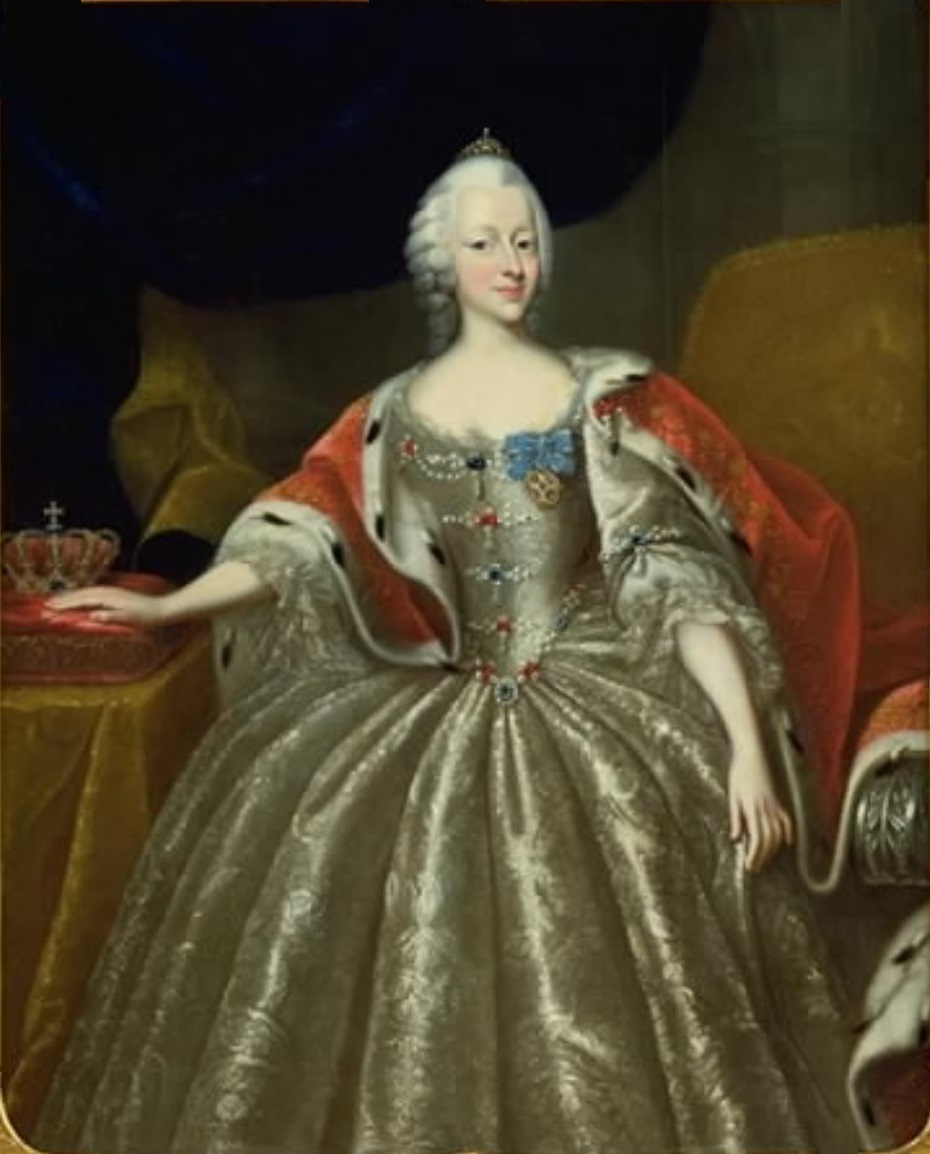
ルイーセ・ア・ダンマーク

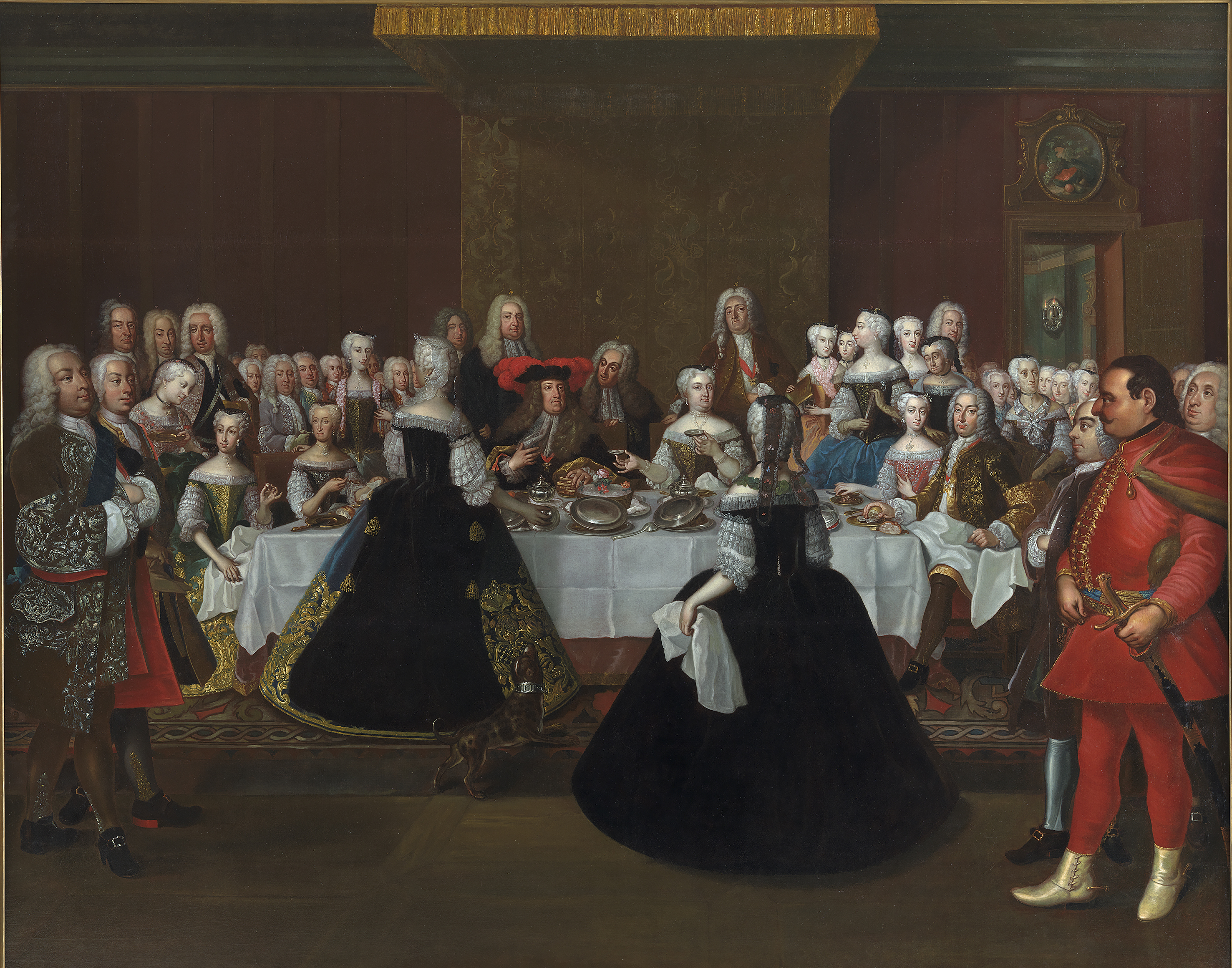
カール6世 (神聖ローマ皇帝)の宮廷
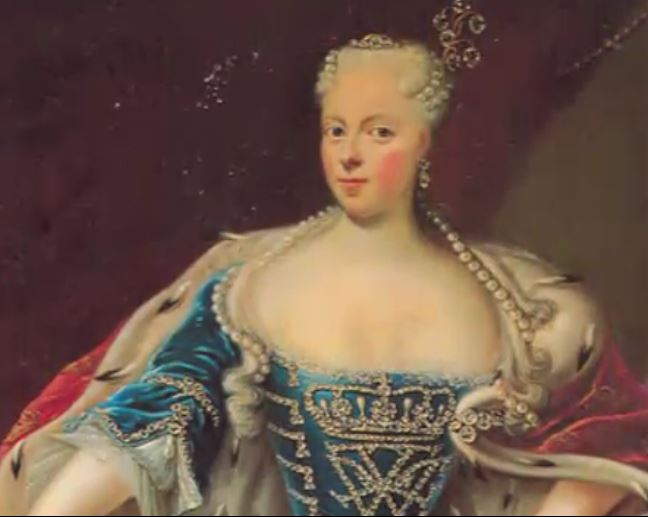
王妃アンナ・ソフィー・レーヴェントロー